# Я знаю, что ты знаешь, что я знаю
«Я знаю, что ты знаешь, что я знаю» (итал. Io so che tu sai che io so) — итальянский художественный фильм 1982 года. В 1983 году на XIII Московском кинофестивале режиссёр и исполнитель одной из главных ролей Альберто Сорди был удостоен специальной премии «За вклад в развитие киноискусства». В фильме также снимался Джанни Летта, будущий государственный секретарь в правительстве Берлускони. В фильме Летта играл самого себя — в то время редактора римской газеты «Il Tempo».
Для проката в Советском Союзе фильм был дублирован на киностудии имени Горького.

## Сюжет
Фильм о финансово довольно благополучной, но живущей монотонной жизнью итальянской семье Бонетти. Глава семьи Фабио Бонетти — банковский работник, любитель футбола и рыбалки, брюзга, ворчащий как на своих домашних, так и на незнакомых ему людей. Его жена Ливия — домохозяйка, подрабатывающая как переводчик. У них есть несовершеннолетняя дочь Веро́ника, за которой отец замечает только то, что она надевает его вещи (кофту, шляпу), это его сильно раздражает, но вопрос, почему она это делает, остаётся без ответа.
Однажды синьор Бонетти обнаруживает, что за его женой ведётся слежка. Он требует от владельца частного детективного агентства Кавалли объяснений. В результате разбирательства выясняется, что произошла ошибка и следить должны были за хозяйкой их квартиры синьорой Витали, женой крупного финансиста и политика. Ливия, услышавшая эту новость от мужа, а также то, что всё, что она сказала или сделала в течение пяти последних недель, было тайно записано на магнитную и отснято на киноплёнку (целый чемодан), приходит в замешательство. Фабио, заметивший странное поведение жены, решает выкупить плёнки, но, подходя к конторе сыщика, он видит, как оттуда с тяжёлым чемоданом выходит его жена. Чемодан с плёнками, спрятанный Ливией в подвале, Фабио перепрятывает в загородном доме. Просмотр плёнок, из которых главный герой узнаёт о том, что его дочь была наркоманкой, что жена уже давно знала о его любовных взаимоотношениях с секретаршей Валерией, что врачи определили ему жить не более чем один месяц, и многое другое, заставляет синьора Бонетти по-новому взглянуть на свою жизнь.

## В ролях
- Альберто Сорди — Фабио Бонетти (дублировал Роман Ткачук)
- Моника Витти — Ливия Бонетти (дублировала Нелли Витепаш)
- Изабелла де Бернарди — Веро́ника Бонетти
- Ивана Монти — Валерия, секретарша Ф. Бонетти
- Сальваторе Яконо — Кавалли, владелец детективного агентства
- Микаела Пиньятелли — Елена Витали, жена крупного финансиста и политика
- Клаудио Гора — адвокат Ронкони
- Джанни Летта — Джанни Летта, журналист-редактор газеты